# Спеллер, Эмиль
Эмиль Спеллер (7 октября 1875 — 17 января 1952) — люксембургский военный офицер и командир корпуса жандармов и добровольцев во время немецкого вторжения в Люксембург во время Второй мировой войны. На протяжении своей карьеры он также служил адъютантом нескольких членов великокняжеской семьи и камергером при дворе великого герцога.

## Биография
Эмиль Спеллер родился 7 октября 1875 года в Нидеранвене. 1 июня 1902 года он начал свою службу при дворе Великого Герцога, будучи назначен помощником Адольфа, Великого Герцога Люксембурга. Впоследствии он служил адъютантом великого герцога Вильгельма, великой герцогини-регентши Марии Анны, великой герцогини Марии-Аделаиды и великой герцогини Шарлотты. 12 января 1927 года ему было присвоено звание капитана. 25 февраля 1937 года Спеллер был назначен майором-комендантом Корпуса жандармов и добровольцев. 30 апреля 1937 года Благодаря приказу министерства он был назначен председателем наблюдательной комиссии по лесному образованию. 2 февраля 1938 года он был назначен членом Высшего военного суда Великое Герцогство Люксембург.
Майор Спеллер реорганизовал войска Люксембурга 24 февраля 1939 года. Он все еще служил командующим войсками во время немецкого вторжения в Люксембург 10 мая 1940 года. Большинство солдат не принимало участия в боевых действиях, поскольку вдоль границы находились только те, кто добровольно вызвался на охрану. Остальные остались в своих казармах, предоставив оборону страны великокняжеской жандармерии. Общие потери составили шесть жандармов и один солдат был ранен. В плен попали 22 солдата (шесть офицеров и 16 унтер-офицеров) и 54 жандарма.
После вторжения Спеллер был ненадолго заключён в тюрьму гестапо. Он был освобождён, но за ним внимательно следили на протяжении всего оставшегося периода оккупации. 3 марта 1945 года вернувшееся и реформированное правительство Люксембурга назначило Спеллера членом Пенсионного совета армии 1945 года. 7 октября правительство задним числом признало отставку Спеллера, вступившую в силу ровно пять лет назад. 9 августа 1946 года ему было присвоено звание почетного полковника. Спеллер продолжил свою службу правительству в качестве камергера Великогерцогского двора. Он умер в своём доме в Люксембурге 17 января 1952 года после тяжелой продолжительной болезни.